# 20. századi magyar irodalom

## Az új magyar irodalom kibontakozása (1900–1920)
- Mikszáth Kálmán
- Eötvös Károly
- Ady Endre
- Móricz Zsigmond
- Kaffka Margit
- Babits Mihály
- Krúdy Gyula
- Lovik Károly
- Herczeg Ferenc
- Heltai Jenő
- Bródy Sándor
- Erdős Renée
- Juhász Gyula
- Kosztolányi Dezső
- Tóth Árpád
- Ritoók Emma
- Karinthy Frigyes
- Füst Milán
- Gyóni Géza

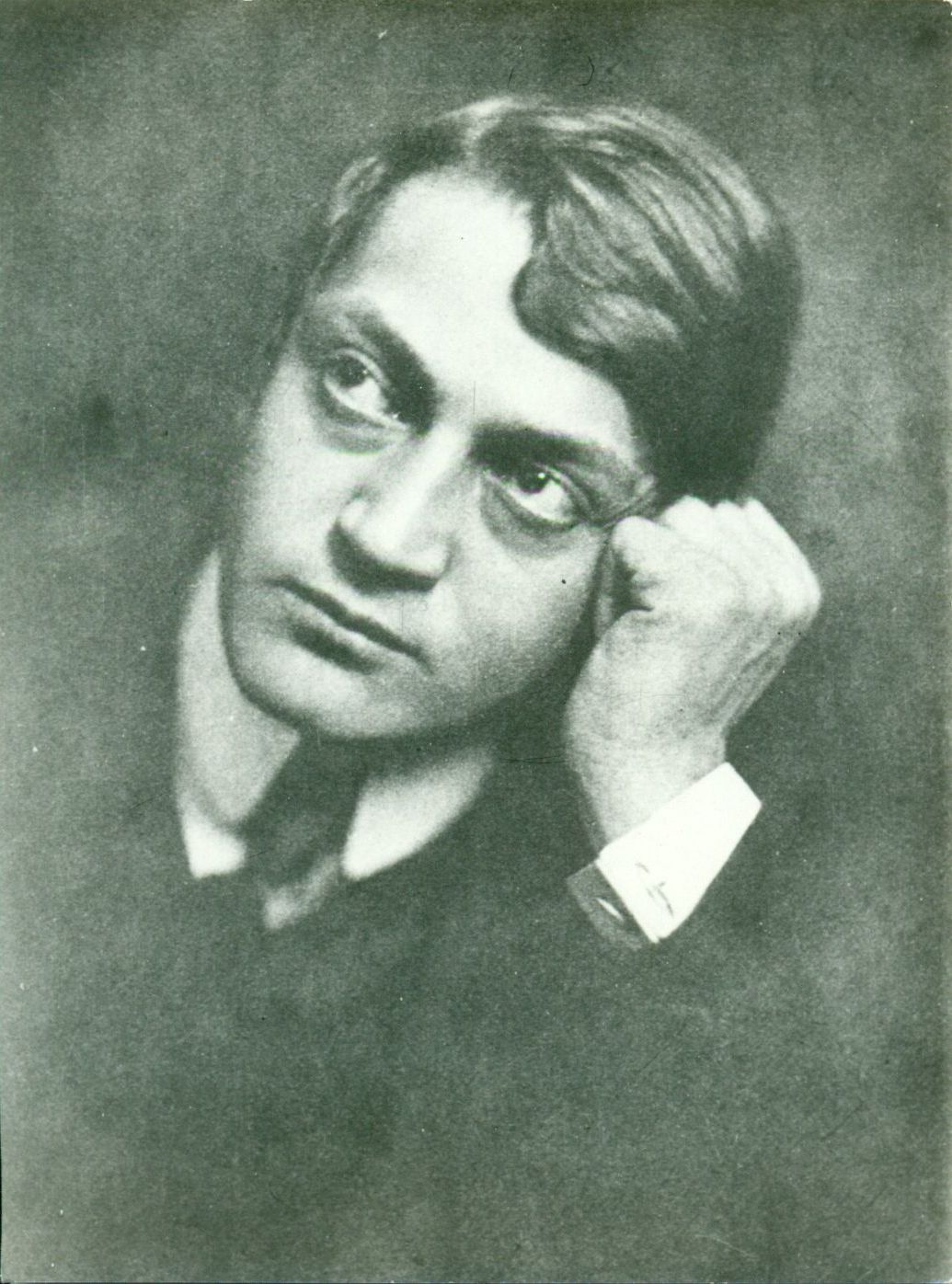
Ady Endre, a század költőóriása

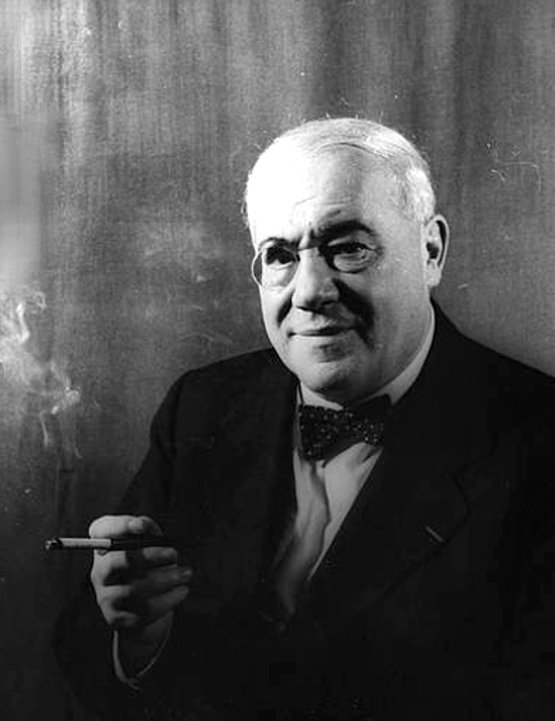
Molnár Ferenc, a világon az egyik legismertebb magyar író

- A Nyugat körüli írók: Balázs Béla, Cholnoky Viktor, Csáth Géza, Jób Dániel, Lengyel Menyhért, Lesznai Anna, Molnár Ferenc, Szomory Dezső

## Magyarországi irodalom a két világháború között (1920–1945)

### Líra
- Polgári humanizmus: 
  - 2. nemzedék: Áprily Lajos, Bányai Kornél, Berda József, Fenyő László, Fodor József, Gellért Oszkár, Komjáthy Aladár, Nadányi Zoltán, Sárközi György, Török Sophie,
  - 3. nemzedék: Csorba Győző, Hajnal Anna, Jékely Zoltán, Kálnoky László, Képes Géza, Pásztor Béla, Rónay György, Vas István, Weöres Sándor
- Papköltők: Mécs László, Sík Sándor
- Népi líra: Erdélyi József, Gulyás Pál, Jankovich Ferenc, Sinka István, Takács Gyula
- Avantgárd: Kassák Lajos
- Nagy összefoglalók:
  - József Attila
  - Szabó Lőrinc
  - Radnóti Miklós

### Dráma
- Polgári dráma: Molnár Ferenc, Heltai Jenő, Hunyady Sándor, Lengyel Menyhért, Hevesi Sándor, Szomory Dezső

### Elbeszélő irodalom

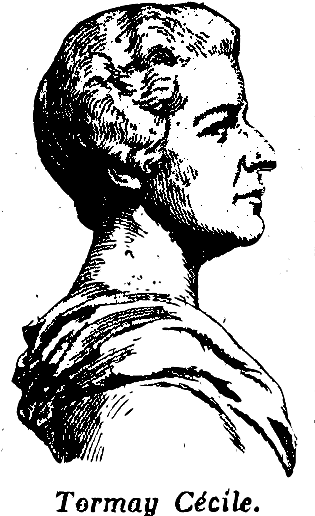
Az irodalmi Nobel-díjra jelölt Tormay Cécile

- Csathó Kálmán, Cholnoky László, Erdős Renée, Fekete István, Földes Jolán, Földi Mihály, Gelléri Andor Endre, Gulácsy Irén, Harsányi Zsolt, Karácsony Benő, Kálmán Jenő, Komáromi János, Komjáthy István, Kóbor Tamás, Körmendi Ferenc, Laczkó Géza, Markovits Rodion, Móra Ferenc, Nyirő József, Palotai Boris, Rejtő Jenő, Surányi Miklós, Szép Ernő, Tersánszky Józsi Jenő, Tormay Cécile, Wass Albert, Zilahy Lajos, Zsigray Julianna
- Nyugat 2. és 3. nemzedék:  Bohuniczki Szefi, Déry Tibor, Hevesi András, Hunyady Sándor, Kádár Erzsébet, Kolozsvári Grandpierre Emil, Komor András, Márai Sándor, Molnár Ákos, Nagy Lajos, Pap Károly, Passuth László, Remenyik Zsigmond, Sőtér István, Szentkuthy Miklós, Szerb Antal, Sziráky Judith
- Népi írók: Szabó Dezső, Darvas József, Féja Géza, Illyés Gyula, Kodolányi János, Németh László, Szabó Pál, Tamási Áron, Veres Péter
- Gyermekirodalom: Lakner Artúr, Tábori Piroska
- Tudományos fantasztikus irodalom: Szathmári Sándor
- Tudományos ismeretterjesztő irodalom
  - Történelem: Ráth-Végh István, Szentiványi Jenő, Takáts Sándor, Várkonyi Nándor

## Irodalmi élet
- Irodalmi folyóiratok
  - A polgári ellenzéki irodalom lapjai: Nyugat, Magyar Írás, Pandora, Láthatár, Együtt, Toll, Kortárs, Az Apolló, Szép Szó, Ezüstkor
- Irodalomtudomány, kritika
  - Filológia: Császár Elemér, Pintér Jenő, Horváth János, Kerecsényi Dezső, Keresztury Dezső, Barta János, Eckhardt Sándor, Waldapfel József
  - Nyugatosok: Hatvany Lajos, Ignotus, Schöpflin Aladár, Fenyő Miksa, Osvát Ernő, Földessy Gyula, Kárpáti Aurél, Benedek Marcell, Király György, Komlós Aladár, Gyergyai Albert, Kardos László, Németh Andor
  - Szellemtörténet: Turóczi-Trostler József, Thienemann Tivadar, Zolnai Béla
  - Esszéírók: Halász Gábor, Szerb Antal, Cs. Szabó László, Bóka László, Tolnai Gábor, Sőtér István
  - Népi kísérletek: Juhász Géza, Féja Géza

## Magyarországi irodalom (1945–2000)
- Ágh István
- Csukás István
- Fejes Endre
- Hajnóczy Péter
- Juhász Ferenc
- Károlyi Amy
- Kormos István
- Lator László
- Mándy Iván
- Mészöly Miklós
- Nagy László
- Nemes Nagy Ágnes
- Németh László
- Örkény István
- Szabó Magda
- Tandori Dezső
- Tar Sándor
- Weöres Sándor
- Zelk Zoltán

## Magyar irodalom Magyarországon kívül

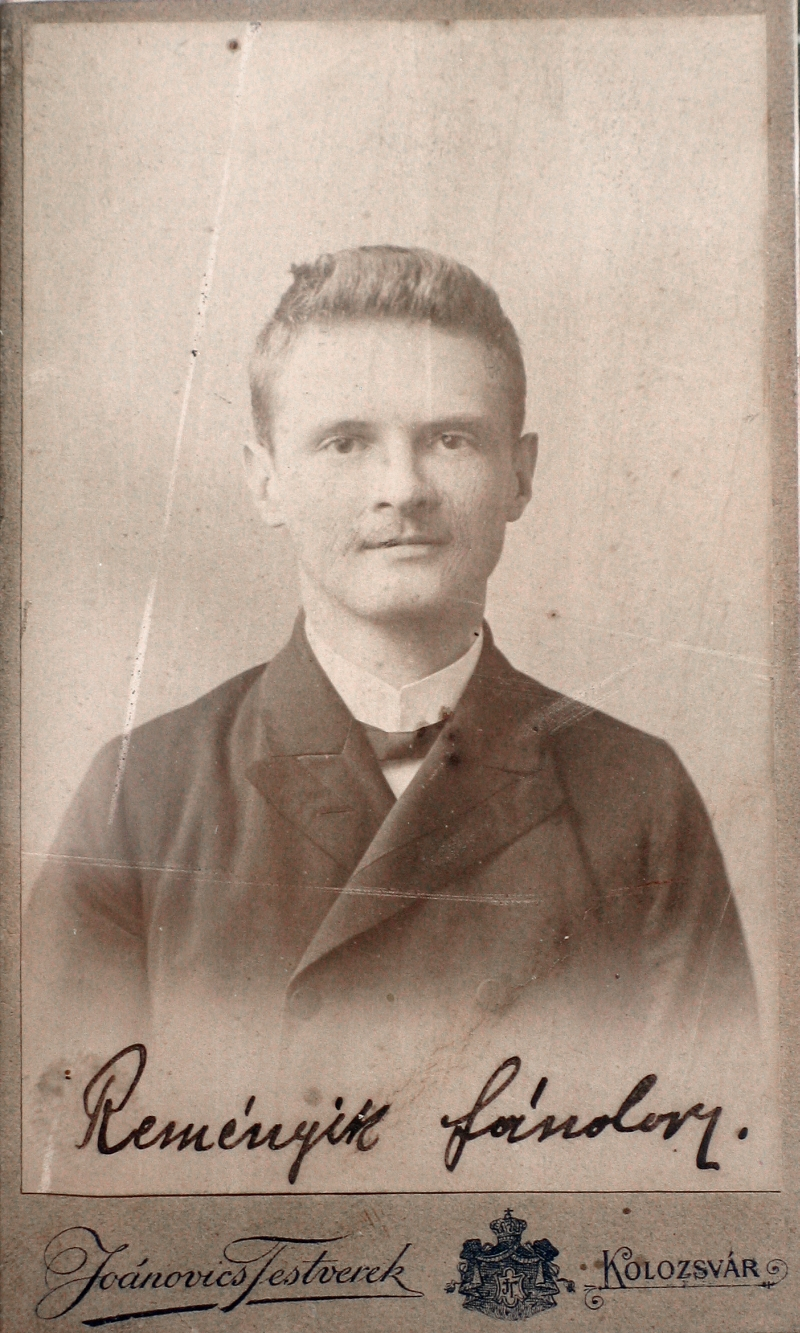
Reményik Sándor, az erdélyi magyar irodalom klasszikusa

Fő szócikk: Kisebbségi magyar költők, írók listája és Emigráns magyar költők, írók listája
- Erdélyi magyar irodalom
  - Bánffy Miklós
  - Berde Mária
  - Dsida Jenő
  - Hervay Gizella
  - Kányádi Sándor
  - Kocsis István
  - Kós Károly
  - Makkai Sándor
  - Páskándi Géza
  - Reményik Sándor
  - Szilágyi Domokos
  - Sütő András
  - Tamási Áron
  - Tamási Gáspár (1904-1982) emlékiratíró
  - Wass Albert